# Haugesund Hurricanes
Gl Haugesund Hurricanes sono una squadra di football americano di Haugesund, in Norvegia, fondata nel 2013.

## Dettaglio stagioni

### Tornei nazionali

#### Campionato

##### Eliteserien
| Stagione | regular season | regular season | regular season | regular season | regular season | regular season | playoff | playoff | playoff | playoff | playoff | playoff                  | playoff              |
|          | Vin            | Par            | Per            | Tot            | PF             | PS             | Vin     | Per     | Tot     | PF      | PS      | risultato                | avversaria           |
| -------- | -------------- | -------------- | -------------- | -------------- | -------------- | -------------- | ------- | ------- | ------- | ------- | ------- | ------------------------ | -------------------- |
| 2016     | -              | -              | -              | -              | -              | -              | 0       | 1       | 1       | 6       | 42      | Primo turno di wild card | NTNUI Nidaros Domers |
| Totale   | -              | -              | -              | -              | -              | -              | 0       | 1       | 1       | 6       | 42      |                          |                      |

Fonti: Enciclopedia del Football - A cura di Roberto Mezzetti

##### Dameserien
| Stagione | regular season | regular season | regular season | regular season | regular season | regular season | playoff | playoff | playoff | playoff | playoff | playoff       | playoff            |
|          | Vin            | Par            | Per            | Tot            | PF             | PS             | Vin     | Per     | Tot     | PF      | PS      | risultato     | avversaria         |
| -------- | -------------- | -------------- | -------------- | -------------- | -------------- | -------------- | ------- | ------- | ------- | ------- | ------- | ------------- | ------------------ |
| 2015     | 0              | 0              | 3              | 3              | 13             | 99             | -       | -       | -       | -       | -       | -             |                    |
| 2016     | 0              | 0              | 3              | 3              | 22             | 98             | 1       | 0       | 1       | 14      | 6       | Terzo posto   | Fredrikstad Queens |
| 2017     | 0              | 0              | 2              | 2              | 28             | 59             | -       | -       | -       | -       | -       | Secondo posto |                    |
| Totale   | 0              | 0              | 8              | 8              | 63             | 256            | 1       | 0       | 1       | 14      | 6       |               |                    |

Fonti: Enciclopedia del Football - A cura di Roberto Mezzetti

##### 2. Divisjon (secondo livello)/1. Divisjon
| Stagione | regular season | regular season | regular season | regular season | regular season | regular season | playoff | playoff | playoff | playoff | playoff | playoff     | playoff          |
|          | Vin            | Par            | Per            | Tot            | PF             | PS             | Vin     | Per     | Tot     | PF      | PS      | risultato   | avversaria       |
| -------- | -------------- | -------------- | -------------- | -------------- | -------------- | -------------- | ------- | ------- | ------- | ------- | ------- | ----------- | ---------------- |
| 2014     | 3              | 0              | 1              | 4              | 105            | 55             | 1       | 0       | 1       | 40      | 20      | Terzo posto | Drammen Warriors |
| 2015     | 4              | 0              | 1              | 5              | 203            | 74             | 0       | 1       | 1       | 21      | 34      | Finale      | Åsane Seahawks   |
| 2016     | 2              | 0              | 4              | 6              | 77             | 205            | -       | -       | -       | -       | -       | -           | -                |
| 2017     | 0              | 0              | 6              | 6              | 34             | 134            | -       | -       | -       | -       | -       | -           | -                |
| 2019     | 2              | 0              | 3              | 5              | 95             | 92             | -       | -       | -       | -       | -       | -           | -                |
| Totale   | 11             | 0              | 15             | 26             | 504            | 560            | 1       | 1       | 2       | 61      | 54      |             |                  |

Fonti: Enciclopedia del Football - A cura di Roberto Mezzetti

##### 2. Divisjon (terzo livello)
| Stagione | regular season | regular season | regular season | regular season | regular season | regular season | playoff | playoff | playoff | playoff | playoff | playoff   | playoff    |
|          | Vin            | Par            | Per            | Tot            | PF             | PS             | Vin     | Per     | Tot     | PF      | PS      | risultato | avversaria |
| -------- | -------------- | -------------- | -------------- | -------------- | -------------- | -------------- | ------- | ------- | ------- | ------- | ------- | --------- | ---------- |
| 2018     | 3              | 0              | 2              | 5              | 191            | 71             | -       | -       | -       | -       | -       | -         | -          |
| Totale   | 3              | 0              | 2              | 5              | 191            | 71             | -       | -       | -       | -       | -       |           |            |

Fonti: Enciclopedia del Football - A cura di Roberto Mezzetti